# Odprti sistem
Odpŕti sistém v termodinamiki se imenuje termodinamski sistem, ki z okolico izmenjuje tako toploto kot snov. Zgled odprtega sistema je živa celica.